# Anders Persson i Burlöv
Anders Persson (i riksdagen kallad Persson i Burlöv), född 15 maj 1802 i Burlövs församling, Malmöhus län, död där 30 juni 1880, var en svensk riksdagsman. Han företrädde bondeståndet i Torna och Bara härader vid ståndsriksdagarna 1856/58, 1859/60, 1862/63 och 1865/66. Han valdes vid riksdagarna 1862/63 och 1865/66 till direktör vid riksbankens lånekontor i Malmö.